# Elecciones generales de Guinea-Bisáu de 1994
Entre julio y agosto de 1994 tuvieron lugar en Guinea-Bisáu las primeras elecciones generales multipartidistas en la historia del país. El 3 de julio se eligió a la Asamblea Nacional Popular de 100 miembros, que previamente había sido de 150 durante el régimen de partido único del Partido Africano para la Independencia de Guinea y Cabo Verde, y se celebró la primera vuelta de la elección presidencial, en la cual el candidato del PAIGCV y presidente incumbente, João Bernardo Vieira, triunfó con mayoría simple, debiendo realizarse una segunda vuelta entre él y Kumba Ialá, candidato del Partido de Renovación Social y segundo candidato más votado, el 7 de agosto. Vieira obtuvo una estrecha victoria con el 52% de los votos. El PAIGCV obtuvo, por su parte, mayoría absoluta con 62 escaños de la Asamblea Nacional Popular, a la que se presentaron 1.136 candidatos. La participación fue del 89% en la primera vuelta presidencial y del 81% en la segunda vuelta, aunque la cantidad de votos anulados en la primera vuelta, casi 50.000, provocaron que hubiera más votos válidos en la segunda. En la elección legislativa la participación fue del 88.9%.

## Resultados

### Presidenciales

#### Primera vuelta
| Candidato                          | Partido                                                       | Votos   | %      |
| ---------------------------------- | ------------------------------------------------------------- | ------- | ------ |
| João Bernardo Vieira               | Partido Africano para la Independencia de Guinea y Cabo Verde | 142.577 | 46.20  |
| Kumba Ialá                         | Partido de la Renovación Social                               | 67.518  | 21.88  |
| Domingos Fernandes                 | Resistencia de Guinea-Bisáu-Movimiento Bafatá                 | 53.825  | 17.44  |
| Carlos Gomes                       | Independiente                                                 | 15.645  | 5.07   |
| François Mendy                     | Frente de Lucha por la Independencia Nacional de Guinea       | 8.655   | 2.80   |
| Bubacar Rachid Djaló               | Unión por el Cambio                                           | 8.506   | 2.76   |
| Victor Saúde Maria                 | Partido Socialdemócrata Unido                                 | 6.388   | 2.07   |
| Antonieta Rosa Gomes               | Foro Cívico Guineano-Social Democracia                        | 5.509   | 1.79   |
|                                    |                                                               |         |        |
| Votos válidos                      | Votos válidos                                                 | 308.623 |        |
| Votos en blanco                    | Votos en blanco                                               | 38.548  |        |
| Votos nulos                        | Votos nulos                                                   | 10.511  | –      |
| Total                              | Total                                                         | 357.682 | 100.00 |
| Votantes registrados/participación | Votantes registrados/participación                            | 400.417 | 89.33  |
| Fuente: Nohlen et al.              |                                                               |         |        |

##### Resultados por región
| Provincia | Gomes | Gomes | Ialá  | Ialá  | C Gomes | C Gomes | Vieira | Vieira | Fernandes | Fernandes | Saúde | Saúde | Djaló | Djaló | Mendy | Mendy |
| Provincia | Votos | %     | Votos | %     | Votos   | %       | Votos  | %      | Votos     | %         | Votos | %     | Votos | %     | Votos | %     |
| --------- | ----- | ----- | ----- | ----- | ------- | ------- | ------ | ------ | --------- | --------- | ----- | ----- | ----- | ----- | ----- | ----- |
| Bafatá    | 1048  | 2.56  | 4171  | 10.21 | 3329    | 8.15    | 20374  | 49.86  | 9155      | 22.40     | 825   | 2.02  | 1258  | 3.08  | 702   | 1.72  |
| Biombo    | 298   | 1.58  | 3469  | 18.34 | 517     | 2.73    | 12926  | 68.33  | 1274      | 6.74      | 168   | 0.89  | 101   | 0.53  | 163   | 0.86  |
| Bisáu     | 853   | 1.06  | 18318 | 22.79 | 1928    | 2.40    | 36381  | 45.26  | 17818     | 22.17     | 1421  | 1.77  | 2435  | 3.03  | 1228  | 1.52  |
| Bolama    | 145   | 1.26  | 268   | 2.33  | 159     | 1.39    | 10156  | 88.47  | 577       | 5.03      | 66    | 0.57  | 55    | 0.48  | 54    | 0.47  |
| Cacheu    | 729   | 2.27  | 8433  | 26.30 | 1973    | 6.15    | 10816  | 33.73  | 3637      | 11.34     | 1339  | 4.18  | 468   | 1.46  | 4674  | 14.57 |
| Gabu      | 1092  | 2.94  | 1136  | 3.05  | 3413    | 9.18    | 19922  | 53.57  | 8504      | 22.87     | 1061  | 2.85  | 1382  | 3.72  | 681   | 1.82  |
| Oio       | 739   | 1.51  | 19079 | 38.93 | 2813    | 5.74    | 15205  | 31.02  | 8682      | 17.71     | 921   | 1.88  | 950   | 1.94  | 624   | 1.27  |
| Quinara   | 297   | 2.00  | 4309  | 28.99 | 646     | 4.35    | 7710   | 51.87  | 1285      | 8.64      | 127   | 0.85  | 387   | 2.60  | 104   | 0.70  |
| Tombali   | 308   | 1.31  | 8335  | 35.52 | 867     | 3.70    | 8817   | 37.58  | 2893      | 12.33     | 448   | 1.91  | 1370  | 5.84  | 425   | 1.81  |

#### Segunda vuelta
| Candidato                          | Partido                                                       | Votos   | %      |
| ---------------------------------- | ------------------------------------------------------------- | ------- | ------ |
| João Bernardo Vieira               | Partido Africano para la Independencia de Guinea y Cabo Verde | 161.083 | 52.02  |
| Kumba Ialá                         | Partido de la Renovación Social                               | 148.664 | 47.98  |
|                                    |                                                               |         |        |
| Votos válidos                      |                                                               |         |        |
| Votos en blanco                    |                                                               |         |        |
| Votoss nulos                       | Votoss nulos                                                  | 16.868  | –      |
| Total                              | Total                                                         | 326.615 | 100.00 |
| Votantes registrados/participación | Votantes registrados/participación                            | 400.417 | 81.57  |

### Legislativas
| Partido                                                       | Votos   | %     | Escaños |
| ------------------------------------------------------------- | ------- | ----- | ------- |
| Partido Africano para la Independencia de Guinea y Cabo Verde | 134.982 | 46.4  | 62      |
| Resistencia de Guinea-Bisáu-Movimiento Bafatá                 | 57.566  | 19.8  | 19      |
| Unión por el Cambio                                           | 36.797  | 12.6  | 6       |
| Partido de la Renovación Social                               | 29.957  | 10.3  | 12      |
| Partido de Convergencia Democrática                           | 15.411  | 5.3   | 0       |
| Partido Socialdemócrata Unido                                 | 8.286   | 2.8   | 0       |
| Frente de Lucha por la Independencia Nacional de Guinea       | 7.475   | 2.6   | 1       |
| Foro Cívico Guineano-Social Democracia                        | 494     | 0.2   | 0       |
| Votos en blanco/anulados                                      | 65.024  | –     | –       |
| Total                                                         | 355.992 | 100   | 100     |
| Votantes registrados/participación                            | 400.417 | 88.91 | –       |
| Fuente: Nohlen et al.                                         |         |       |         |